# 陈留镇
陈留镇，是中华人民共和国河南省開封市祥符区下辖的一个乡镇级行政单位。

## 行政区划
陈留镇下辖以下地区：
陈留社区、西街村、大寺村、仓王村、毛儿岗村、六里庄村、马庄村、代砦村、南街村、小营村、二里砦村、十里铺村、八里庙村、王庄村、宜村庙村、韩洼村、陈留范庄村、赵砦村、五里砦村、刘五楼村、邵庄村、朱庄村、高庄村、三里堡村、闫刘庄村、东街村、朱清砦村、七里湾村和沈楼村。